# Gegabelte Haarnixe
Die Gegabelte Haarnixe (Cabomba furcata), auch Rote Cabomba, Rötliche Haarnixe oder Brasilianische Haarnixe genannt, ist eine Pflanzenart aus der Gattung der Haarnixen (Cabomba) innerhalb der Familie der Haarnixengewächse (Cabombaceae). Diese Wasserpflanze ist in der Neotropis weitverbreitet.

## Beschreibung und Ökologie
Die Rötliche Haarnixe unterscheidet sich von anderen Haarnixen-Arten optisch durch ihre rötliche Färbung. 

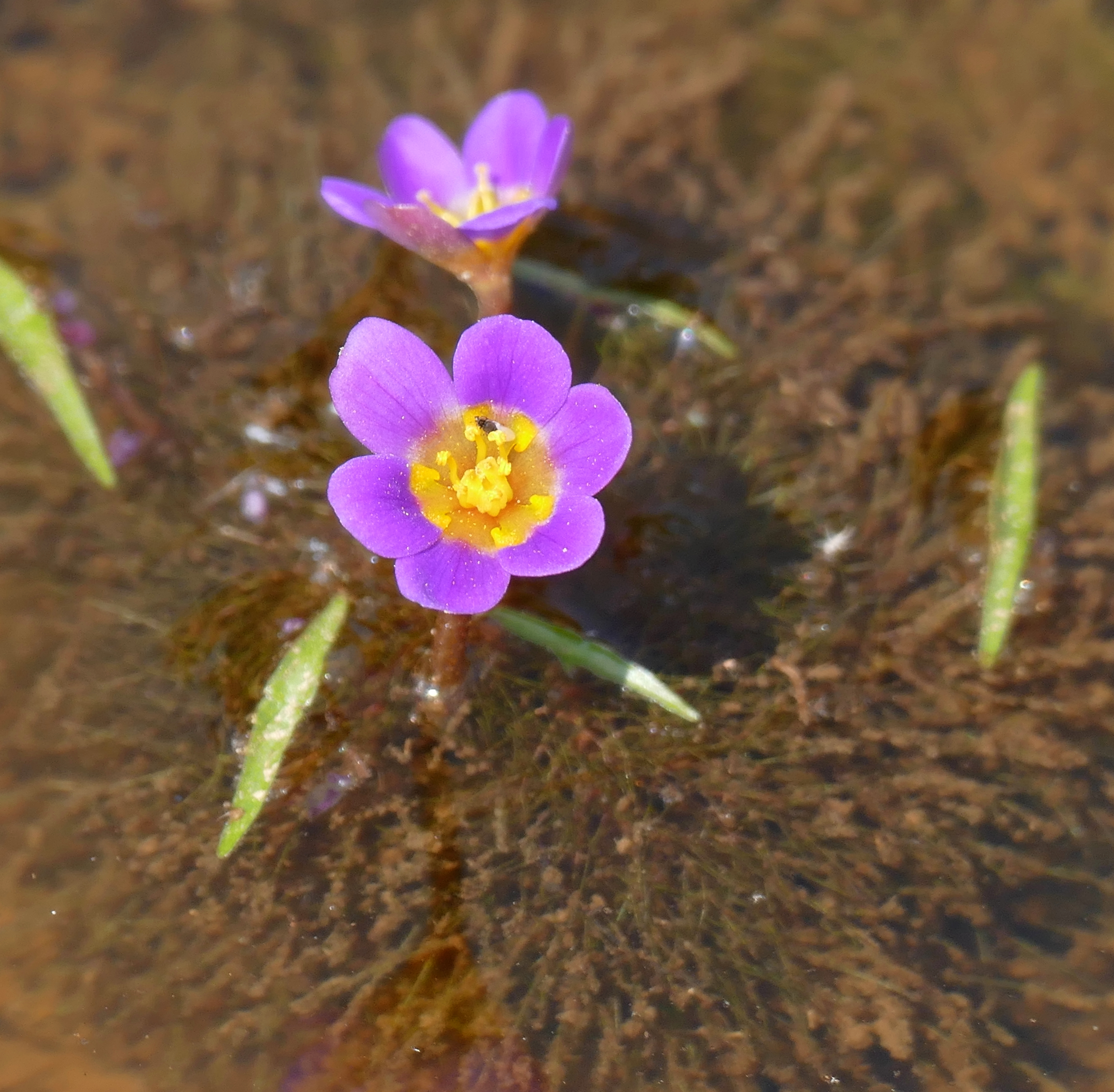
Blüte

### Vegetative Merkmale
Die Gegabelte Haarnixe ist eine ausdauernde krautige Pflanze. Dieser Hydrophyt ist mit kurzen Rhizomen im Gewässergrund verankert.
Es liegt Heterophyllie vor. Die Laubblätter sind in Blattstiel sowie Blattspreite gegliedert. Die emersen, flutenden Laubblätter sind wechselständig am Stängel angeordnet. Ihr Blattstiel ist bis 5 Zentimeter lang. Ihre schildförmige (peltate) Blattspreite ist bei einer Länge von bis zu 2,1 Zentimeter sowie einer Breite von bis zu 1,7 Millimetern linealisch bis lanzettlich oder selten pfeilförmig. Die submersen Laubblätter sind fast alle wirtelig, in Quirlen, oder selten gegenständig am Stängel angeordnet. Ihr Blattstiel ist bis 2,5 Zentimeter lang. Ihre Blattspreite ist zweifach geteilt („gegabelt“). Die Blattabschnitte sind bei einer Länge von 0,5 bis 1 Millimetern fadenförmig.

### Generative Merkmale
Auf dem bis zu 4,5 Zentimeter langen Blütenstandsschaft befindet sich jeweils nur eine Blüte. Die Blüten ragen aus dem Wasser heraus. Die Blüten öffnen sich tagsüber an zwei aufeinander folgenden Tagen. Die zwittrigen Blüten sind wirtelig aufgebaut, dreizählig und bei einem Durchmesser von 6 bis 10 Millimetern radiärsymmetrisch. Die Blütenhüllblätter sind weiß oder öfter rosa- bis purpurfarben. Die drei freien Kelchblätter sind bei einer Länge von 7 bis 12 Millimetern sowie einer Breite von 2 bis 4 Millimetern verkehrt-eiförmig bis elliptisch; ihre Basis ist gelb und ihre Spitze purpurfarben. Die drei freien Kronblätter sind genagelt, bei einer Länge von 8 bis 10 Millimetern sowie einer Breite von 2 bis 4 Millimetern eiförmig bis länglich und besitzen zwei gelbe, nektarführende Öhrchen. Es sind selten vier bis, meist sechs freie Staubblätter vorhanden. Es sind selten ein oder meist zwei bis drei freie Fruchtblätter, mit je zwei bis fünf Samenanlagen, vorhanden.
Nach der Befruchtung befinden sich die reifenden Früchte unter Wasser. Die eiförmigen Früchte bleiben geschlossen und enthalten zwei bis fünf Samen. Die fast kugeligen Samen sind mit einer Länge von 1,3 bis 1,8 Millimetern sowie einer Breite von 1,3 bis 1,6 Millimetern 0,8- bis 1,4-mal so lang wie breit.

## Zytologie
Die Chromosomenzahl beträgt 2n = 52.  Das Chloroplastengenom von ist 160271 bp lang.

## Verbreitung
Cabomba furcata ist in der Neotropis von Costa Rica über die karibischen Inseln Isla de la Juventud sowie Trinidad bis Südamerika in Französisch-Guayana, Guyana, Suriname, in der peruanischen Region Madre de Dios, in den Bundesstaaten Venezuelas Amazonas, Anzoátegui, Apure, Barinas, Bolívar, Cojedes, Falcón, Monagas sowie Zulia, in den bolivianischen Departamentos Cochabamba, Beni sowie Santa Cruz, in den kolumbianischen Provinzen Valle del Cauca sowie Vaupés, in den Provinzen Ecuadors Napo sowie Sucumbíos und in den brasilianischen Bundesstaaten Amazonas, Goiás, Maranhão, Mato Grosso, Mato Grosso do Sul, Minas Gerais, Pará, Paraná, Piauí, São Paulo sowie Roraima weitverbreitet.

## Taxonomie
Die Erstbeschreibung von Cabomba furcata erfolgte 1830 durch Josef August Schultes und Julius Hermann Schultes in Systema Vegetabilium, Band 7, 2, S. 1379. Der Lectotypus wurde durch  Marian Ørgaard 1991 festgelegt. Synonyme für Cabomba furcata Schult. & Schult. f. sind: Cabomba piauhyensis Gardner, Cabomba pubescens Ule, Cabomba warmingii Casp.

## Nutzung
Sie wird in Aquarien verwendet, ist jedoch von den im Handel angebotenen Haarnixen in der Kultivierung am anspruchsvollsten.